# Saint-Marcel, Indre

Saint-Marcel este o comună în departamentul Indre, Franța. În 1 ianuarie 2022 avea o populație de 1.510 de locuitori.